# 霧笛 (1934年の映画)
『霧笛』（むてき）は、1934年に公開された村田実監督の日本のサイレント映画で、現存する村田実監督作品２作のうちの１つ。
1933年東京朝日新聞に連載された大佛次郎の同名小説が原作。
横浜居留地を舞台に、西洋人の豪商とその妾、そして西洋人に仕える若者との三角関係を描いた作品。
脚本の国広周禄は監督である村田実のペンネームである。

## あらすじ
明治初期の横浜居留地が舞台。主人公の千代吉(中野英治)は、主人である西洋人クーパー（菅井一郎）の召使として仕えていた。あるときお花（志賀暁子）と知り合い、恋に落ちるが、彼女は主人であるクーパーの妾であった。治外法権の蔓延る居留地における西洋人との対立と恋の行方を描く。

## 撮影技法
古典的なハリウッド映画の手法を多用しており、サイレント映画の末期を迎える当時の日本映画における映画表現の変化の過程を汲み取ることができる。
- 対話の場面においては登場人物を大胆にクロースアップすることで、人物の表情を観客に詳細に読み取らせるとともに、登場人物同士のクロースアップを繰り返し切り返すことによって対話のテンポをイメージさせる[8]。
- 登場人物のフレームアウト、フレームインを繰り返すことによって、フレーム外の映画空間の広がりを観客に感じさせる[8]。
- 一連の動作を複数のショットの中で滑らかに繋ぐ（カッティングオンアクション）ことによって、画角の切り替わりを自然に見せる[8]。

## スタッフ
- 監督 - 村田実[3]
- 脚本 - 国広周禄[2]、須山真砂樹[3]
- 原作 - 大佛次郎[2] 小説『霧笛』[1]
- 撮影 - 青島順一郎[3]
- 照明 - 丸谷得太郎[2]

## キャスト
以下の出演者名と役名はallcinemaに従った。
- 中野英治 - 千代吉
- 菅井一郎 - クーパー
- 志賀暁子 - クーパーの愛人お花
- 村田宏寿 - 豚常
- 小坂信夫 - 無頼漢 代官坂の富
- ジョー・オハラ - 下男
- 大泉浩二 - 船長
- 原譲介 - コック
- 対馬邦江 - 女将
- 並木錦子 - 洋妾
- 一條桂子 - 洋妾
- 唐松沢子 - 洋妾

西洋人の主人を演じた菅井一郎だけでなく、主人公中野英治をはじめ相手役の志賀暁子も西洋風の服装やメイクアップをしており、異国情緒あふれる作品となっている。

## 受賞歴
- 1934年度 第11回キネマ旬報賞
  - 日本映画ベスト・テン9位 『霧笛』（村田実監督）[9]

## リメイク
- 1952年3月5日公開 『霧笛』　東宝　谷口千吉監督
- 1964年5月27日放送 『霧笛』 フジテレビ『一千万人の劇場』